# رود اولا
رود اولا (روسی: Ола) یک رودخانه در استان ماگادان کشور روسیه است.